# ANON アノン
『ANON アノン』（Anon）は、2018年のアメリカ・ドイツ・イギリスのSFスリラー映画。監督はアンドリュー・ニコル、出演はクライヴ・オーウェンとアマンダ・サイフリッドなど。
地球上の全ての人間の記憶が記録・検閲されるようになり、犯罪がなくなった代わりに、個人のプライバシーも匿名性も失われた近未来の世界を舞台にしている。タイトルのANONとは「匿名」を意味する。
日本では2019年1月より開催された「未体験ゾーンの映画たち2019」にて上映された。

## キャスト
※括弧内は日本語吹替
- サル・フリーラン: クライヴ・オーウェン（木下浩之）
- 匿名の女（ANON）: アマンダ・サイフリッド（豊口めぐみ）
- チャールズ・ガッティス: コルム・フィオール（吉富英治）
- カール・ニーダーマイアー: デビット・ストーチ
- サイラス: マーク・オブライエン
- クリステン: ソーニャ・ヴァルゲル
- レスター・ハーゲン: ジョー・ピング（英語版）
- ジョセフ・ケニック: イド・ゴールドバーグ（英語版）（中野泰佑）